# 修道院長

西方教会における修道院長の紋章の基本型

修道院長（しゅうどういんちょう）とは、修道院の長である者を指すキリスト教用語である。ラテン語ではアッバス (Abbas) といい、原義は「父」を意味する。西欧中世においては司教に匹敵する権威を持ち、世俗領主のような富と権力を持つ院長もあらわれた。女子修道院長の場合、女性形abbatissaとなる。

## 称号の起源
アッバスという称号は、「父」をあらわすヘブライ語のアブ (ab) がシリア語化したアッバ (Abba) を経てラテン語に取り込まれたものである。「修道院長」を意味する英語のアボット (Abott)、フランス語のアベ (abbé)、ドイツ語のアプト (Abt) などはいずれもこのアッバスに由来する。
この称号は、初めシリアの修道院で生まれて地中海世界に広まり、キリスト教界全体で修道院長を意味する言葉として定着していった。
もともとこの言葉は特別な司祭に対する敬称として使われており、現在でもコプト正教会では高位聖職者の称号として使われる。西方ではたとえばフランク王国では宮廷付司祭のことを「アッバス・プラティヌス」と呼び、メロヴィング朝からカロリング朝時代には従軍司祭を「アッバス・カステレンシス」と呼んだ。このように固定された意味をもたない称号だったアッバスが後に限定的に「長上」を意味するようになるが、修道院長の称号として、アッバスが定着するのにはまだまだ時間がかかった。
ヨーロッパ中世前期の西方教会では、修道会によって長上の呼び方が異なっていた。たとえばドミニコ会、カルメル会、アウグスティノ会では「プレポシトゥス」や「プロボスト」あるいは「プリオール」と呼ばれ、フランシスコ会では庭師を意味する「クストス」、カマルドリ会では「マイヨール」と呼ばれていた。
しかし時代が下ると、ラテン語圏では、やがて修道士たちのグループの長の称号としてアッバスが限定的に用いられるに至った。

## 修道制の歴史と修道院長
修道院の長上の歴史は、修道制の歴史とともに始まる。
修道制発祥の地であるエジプトでは、修道院長にはそれほど大きな権限は与えられていなかった。通常は一つの修道院のリーダーとなっているのが普通であったが、時たま複数の修道院を管轄することもあった。カッシアヌスによればテーバイのある修道院長のもとには500名もの修道士が従っていたという。ベネディクトゥスが西方の修道制の原型を定めると、修道院長のあり方も一つの修道院に一人の修道院長というベネディクトゥスの定めた形が適用されるようになった。しかし、修道院の中で、ある修道院の力が大きくなると、その修道院の院長が他の修道院にも影響力をもたらすようになるのは自然な流れであった。クリュニー修道院の改革運動では、大修道院長という制度を定め、複数の修道院を管轄する立場とした。
修道士は元々聖職者でなく一般信徒であったため、修道士たちのリーダーである院長も一般信徒であった。そのため秘蹟にあずかるためには修道士たちは最寄りの教会に通う必要があった。しかし、砂漠など人里はなれたところに修道院がある場合、教会に通うのは現実的に難しかった。このため、やがて修道士たちの中に司祭に叙階されるものが出てくるのは当然の流れであった。それでも修道院長が聖職者でないという伝統は残った。5世紀ごろまでには東方の修道院ではほとんど修道院長が司祭あるいは助祭がなることが一般化していたが、西方ではそうではなかった。西方では東方よりも長く修道士が院長をつとめる習慣が続き、7世紀の終わりまで続いた。このような院長たちは決して聖職者ではなかったが、教会会議などで大きな働きをした。こうして448年の第1コンスタンティノープル公会議や787年の第2ニカイア公会議などで修道院長の権利が認められたが、依然として「司教のもとで」という制限がつけられていた。

### 西方世界における修道院長
修道院長は元々地域の司教の管轄下に置かれており、西方では11世紀までそのような状況が続いていた。ユスティニアヌス法典でも修道院長は司教より下位に位置するものとされている。修道院長が司教の裁量の外におかれた最初の例は456年にアルルの教会会議で扱われたレリンの修道院長ファウストゥスの件である。ただ、この件に関しては修道院長が自分の権力をかさにきて司教をないがしろにしたというより、当該司教があまりに横暴で理不尽であったためというのが真相だったようである。6世紀に入ると修道院長と司教のもめごとが増えたため、徐々に修道院長には司教の権威から独立して教皇にのみ服従することが認められるようになった。修道者出身の教皇グレゴリウス7世も修道院の司教からの独立を後押しした。元々良い意図を持って進められた修道院長の権威の独立だったが12世紀までには徐々に濫用されるようになった。12世紀にはフルダの修道院長がケルン大司教より自分のほうが上位にあると主張するまでになる。
修道院長と司教は同等の地位にあるものとみなされるようになり、初期の公会議における禁止令やクレルヴォーのベルナルドゥスの意見などを無視するように、司教のみにゆるされたミトラ（司教帽）、特別な指輪や手袋、靴などを公然と修道院長が身に着けるようになった。ミトラ着用の許可については11世紀以前に数人の教皇によって与えられたとも言われているが、少なくともそれを許可した公文書については後代の贋作であるとみなされている。
史実の上で確かなものとされる修道院長のミトラ着用許可の最初のものは1063年に教皇アレクサンデル2世によって与えられたものである。これはカンタベリーのアウグスティヌス修道院の院長エゲルシヌスに与えられた。イングランドで最初にミトラ着用の許可を与えられたのは、1154年にハドリアヌス4世によってグラストンベリーの修道院長に与えられたものであった（ハドリアヌス4世は同修道院の出身だった）。以後、これにならうようにアビンドン、サンアルバンズ、バードニー、バトル、ベリーサンエドモンド、カンタベリーのサンアウグスティン、コルフスター、クロイランド、イブシャム、グラストンベリー、グロースター、ハイド、マルムスベリー、ピーターバラ、ラムジー、リーディング、セルビー、シュルスベリー、タヴィストック、トーニー、ウェストミンスター、ウィンチコン、サンメリーズヨークの修道院の院長たちにもミトラ着用の許可が与えられた。
修道院長のミトラを司教のミトラと区別するため、修道院長は金など華美な素材をミトラに使ってはならないとされたが、すぐに空文化した。ただ司教杖に関しては司教が外向きの杖を持つのに対し、修道院長は内向きの杖を持つことでその統治権が修道院内に限定されることを示す慣習が生まれた。
修道院長の服装が司教に近づいていくと、今度はその職権にも近づいていった。公会議においては修道院長が司教の職権を侵害しないことが再三確認されたが、やがて事実上黙認の形になり、1489年には教皇インノケンティウス4世が助祭と副助祭の叙階許可を修道院長に与えている。ただし叙階が行えるのは自らの修道院の構成メンバーに限定されていた。
修道院長が亡くなると、司教は修道院外の人間を修道院長に据えることもあった。修道院のメンバーには修道院長を選挙で決める権利があったのだが、その結果を認定し、祝福するのは司教だったからである。司教の統治権からの独立を認められていた修道院では、新修道院長は認可と祝別を直接教皇から受けるためにローマに向かうのが常であった。修道院長になるのに必要な資格は25歳以上で私生児でないこと、その修道院のメンバーであることであった。もしその修道院の中にふさわしい人物がいなければ、他の修道院から新院長を選ぶこともできた。まれな例ではあったが院長が後継者の指名を行うこともあった。カッシアヌスはエジプトの修道院でこのようなやり方が行われたといい、聖ブルーノの逸話でもこのような話がみられる。やがて院長の任命権は教皇と国王たちの手に握られるようになっていく。イタリア半島では教皇が、フランスではフランス王が任命権を握るようになった。クリュニーやプレモントレ修道院などの影響力の大きな修道院では例外的に修道院長を選ぶ権利が与えられていた。修道院長の任期は終身であったが、修道会の上長からその地位を剥奪されるか、教皇や司教に選ばれた場合は院長の任を外れた。
中世におけるベネディクト会の修道院長の就任式についてはアビンドン慣習法に規定がある。新院長は聖堂の入り口で靴を脱ぎ、裸足で修道士たちの前を進む。祭壇前につくと、内陣の上がり口でひざまずいて祈りを唱え、司式する司教から紹介を受けてから祭壇前に置かれた席に着く。そこへ修道士たちが列になってやってきて席についた新院長の手に敬意を表す接吻をする。院長は職権を表す杖を持ち、香部屋で靴を履いて現れ、司教が参列者に対して説教をした。
院長の権威は父親としての権威であったが、教会法による限定を受けていても修道院内では絶対であった。そもそも修道制というものが自己鍛錬を目的として生まれた性格上、上長への従順が自己鍛錬と完全性への道と考えられた。院長にひたすら従うことが修道士たちの聖なる務めとされ、院長の意向なしに何かを行うことは違反とさえ考えられることもあった。エジプトの修道士の間で始まった院長への従順という慣習は、自らの意思を捨て去ることで徳の高みに達するという思想に昇華され、無味乾燥になりがちな修道生活の毎日の生活を意味づけるものとなった。

### 西方世界における院長の地位と権威
近代以前、修道院長は特別な敬意を持ってメンバーに扱われる存在であった。聖堂でも院内でも院長が現れると修道士たちは立ち上がって礼をした。院長の書簡は王や教皇の書簡のようにひざまずいて受け取られた。当時の社会の一般的なヒエラルキーの厳しさに比例するように、修道院でも院長がいるところでは誰も座ってはならず、勝手に立ち去ることもできなかった。聖堂でも食堂でも最高の場所が院長に与えられた。西方ではベネディクトゥス以来の慣習で院長は別室のテーブルについて食事をとった。客が来ると、院長はそのテーブルに着かせて客をもてなした。院長のみが客と同じテーブルにつく慣習によって院長が豪華な食事を取るようになっていった。817年のアーヘンの教会会議では客がいないときは院長も他の修道士と同じ食堂で同じ食事を取るよう求められている。このような法令が出されること自体、そこまでしないと院長の贅沢が改められないことを示すものであり、当時の文学で盛んに贅沢な暮らしぶりを風刺されることになった。
聖ベネディクトゥスの戒律では、院長もほかの修道士と同じ服装をすることを求めていたが、徐々に院長のみが華美な服装をするようになり、10世紀ごろになると修道士たちが院長の服装に不平をもらしていたことが記録から読み取れる。さらにひどいものになると、聖職者の服装すらしないものも出るようになった。修道院長は社会的地位の向上に伴って修道者というよりは世俗の一領主のように変容していった。普通の領主との違いはもはや妻がいるか、いないかというだけになっていた。
当時の記録には狩猟にいそしむ修道院長の姿が見られるようになる。たとえば1360年ごろのレスターの修道院長はウサギ狩りに関してはどの貴族よりも優れた腕を持っていたという。彼は豪華な飾りをつけたロバにまたがり、従者の数も当時のどんな貴族にも勝っていた。一行が通るとすべての教会の鐘が鳴らされたという。このころには修道院長は貴族階級の一員として他の貴族たちと付き合う身分になっていた。
権力構造の一環に組み込まれることになった修道院長だが、すべてが資産を遊蕩につぎ込んでいたわけではなく、賢明にその権力を生かしたものも多かった。たとえばグラストンベリー修道院の最後の院長でヘンリー8世に殺害されたウィットンは修道院に多くの貴族の師弟を迎え入れて教育していたので、修道院が一種の宮廷のようになっていた。さらに貴族だけでなく身分は低くても才能がある青少年をも受け入れていた。彼の食卓に招かれることは国中の栄誉であった。彼は500名近い人々と食事をしながら、二週に一度は近隣の貧しい人々を招いて食事をふるまっていた。彼が議会に出席するために移動するときには100名近い人々が従った。
カトリック教会の中でクリュニーとヴァンドームの院長は特別に枢機卿に列せられていた。
修道士でないものが修道院長になるという俗人院長の習慣が生まれたのは8世紀以降であり、封建制度の一部として生まれた。彼らはラテン語でデフェンソーレス、アッバコミテス、アッバテス・ライチ、アッバテスなどさまざまな呼び方をされた。世俗の領主に修道院を委託するかわりにその保護を願うというシステムももともとは王や皇帝が部下に与える領地がなくなった場合に領内にある修道院の権利を与えるというやり方から始まった。
カロリング朝の時代にはこのやり方が修道院を相続可能な封地とする習慣に発展し、10世紀までには完全に定着した。サン・ドニ修道院もカペー朝の封地の一部であった。王が始めたこの新しいやり方はやがて家臣である封建領主たちによって真似られ、一代限りの許可を永世のものにされることもあった。やがてこの方法がイングランドで濫用されるになったため、8世紀のクロイシャーの教会会議で問題とされた。すなわちこのような俗人が修道院長の地位にあることは世俗権の越権行為であるだけでなく、教会の持つべき権利が世俗の手に握られていることを意味していた。
俗人院長は封建制度のヒエラルキーの中に一定の地位を占めるようになった上、いつでも自分の封地を処分できる自由があった。修道院長の封地は一般的な封地とは異なっていた。修道院長が俗人である場合、修道士たちが直接従う場合と、俗人院長が自分の代理の聖職者を任命してそれに従わせる場合があった。このような代理聖職者をデカヌスあるいはアッバス・レジティマスなどと呼んだ。11世紀に始まった修道院改革運動によって、修道士たちがこのような俗人院長に直接従う習慣は廃止されたが、名誉職としての俗人院長の制度は残された。それでも13世紀以降になるとそのような修道院においても実権はほとんどデカヌスと呼ばれた代理聖職者の手に握られるようになった。南フランスでは比較的長い間、俗人修道院長の習慣が保たれていた。さらにいくつかの家系では数世紀以上、修道院の領地に対する権利とともに俗人院長（アッバス・ミレテス）という称号を保持していた。
いくつかの修道会では修道院の間に階層構造が存在していた。たとえば修道院の中でも長い歴史を誇るものが母修道院として優位に立ち、新しい修道院が子院としてそれに従うという形などである。やがて子院も人数が増えて新しい修道院をつくると自らも母修道院になっていった。
そこから改革が始まった修道院など母修道院の院長が実際に強力な影響力を行使することもあった。たとえばクリュニー修道院の院長は子院からの収入を得て、教会内で強い影響力を誇り、しばしば教皇候補者にあげられた。ただ、このような例外をのぞけば、母修道院の院長であるといっても単に名誉的な地位でしかなかった。それでも母修道院の院長には大修道院長などといった特別な称号が与えられることがあった。関連のある修道院群の中で「大修道院長」は必ずしも一人ではなく、複数いることもあった。
近代以降、領主として高位聖職者が富と世俗の権威を持つシステムが廃れていったことで、修道院長も単に精神的な指導者というだけのものになり、本来のあるべき姿に戻っていった。現在でもカトリック教会の修道会において修道院長の地位は存在するが、共同体のリーダーという以上の意味を持つものではない。

### 東方世界における修道院長
正教会では、先述のとおり、修道院長は伝統的に修道司祭がなるものとされた。大修道院においては、しばしば所在地の主教など、所在教区の高位聖職者が修道院長となり、実務を副院長らが取ることが現在にいたるまで行われている。修道院長たる修道司祭は多くは掌院、典院に昇叙される。
修道院のなかには、聖カタリナ修道院のように、独立した自治教会の扱いをもつにいたるものも出現した。カタリナ修道院院長は同大主教区の大主教を兼任する。
なお多くの修道院では、非聖職者である修道士が長老として修道士の精神的な指導にあたっている。